# Hipólito de Médici
Hipólito de Médici (em italiano Ippolito de' Medici), (Urbino, 19 de abril de 1511 – Itri, Lácio, 10 de agosto de 1535) foi o único filho ilegítimo de Juliano II de Médici.
Seu pai morreu quando ele tinha cinco anos (1516), sendo posteriormente criado por seu tio, o Papa Leão X e seu primo Júlio.
Quando Júlio de Médici foi eleito Papa como Clemente VII, Hipólito governou Florença em seu nome. Depois do cerco a Florença pelo imperador Carlos V (1529-1530), Clemente apoiou o seu outro sobrinho ilegítimo, Alexandre de Médici, fazendo de Hipólito o primeiro arcebispo de Avinhão e, depois, Cardeal de Avinhão (1529), enviando-o como legado papal à Hungria.
Em 1535 foi embaixador de Florença junto do imperador Carlos V.
Hipólito morreu de malária em Itri, no sul de Lácio, embora haja rumores de que tenha sido mandado envenenar por Alexandre, cujos abusos se preparava para denunciar.